# Сабин (владар)
Сабин  или Савин је био бугарски кан који је владао бугарском државом у периоду од 765. до 766. године. 

## Име и порекло
Иако постоје претпоставке да је кан Сабин могао бити из словенског порекла, те да се зато његово име не појављује на Попису имена бугарских канова. Највероватније је Сабин био представник старословенске аристокрације, пошто су словенски елементи у управљању бугарском државом били дозвољени тек након кана Бориса I, то јест крајем 9. века. Након тога је кан у држави уништио врх владајућег бољара (од туркијске речи „Баилар“, дакле господа, богати) владајућег племства. Осим тога, сам назив Сабин или тачније Шабан је древна турко-прабугарска ријеч и налази се као етноним, а користи се и у значењу "плуга". У модерним Волга Татарима "Сабан" ово је заправо "плуг". Кан Сабин је био зет кана Кормисоша, односно, власт је поново прешла у клан Укил, али кроз женску линију.
Кан Сабин је био склон миру са Византијом. Одмах након преузимања власти послао је амбасадоре у Византијско царство тражећи мир. У почетку су преговори вођени у тајности. Међутим, након што је постао широко познат, почели су немири.
Одржан је „народни сабор“, у којем су учествовали наоружани Бугари да би одлучили да ли да ратују са Византијом или закључе мир. Било је више присталица рата, а кан Сабин је оптужен да помаже "Византинцима да поробе Бугарску".
Након таквог преокрета, кан Сабин је морао да побегне преко Несебара у Цариград. Цар Константин V Копроним га је прихватио и побринуо се да пребаци своје рођаке у Византију.
Дуго времена, цар је веровао да ће преко кана Сабина моћи да утиче на ситуацију у Бугарској. Године 768., када је кан Паган стигао у Цариград, бивши кан Сабин је пркосно стајао у близини цара. Константин V узалуд је корио бугарско племство због мржње према Сабину. Тиме су јасно разјашњени планови цара, који је покушавао да се врати на престо кана Сабина како би утицао на политику Бугарске.
Кан Сабин је заувек остао у Цариграду, где је и завршио свој живот.